# أموريخو فان أكسيل دونغين
أموريخو فان أكسيل دونغين (مواليد 29 سبتمبر 2004) هو لاعب كرة قدم هولندي يلعب كمهاجم في نادي شباب أياكس.

## روابط خارجية
- أموريخو فان أكسيل دونغين على موقع الاتحاد الأوربي (الإنجليزية)
- أموريخو فان أكسيل دونغين على موقع قاعدة بيانات كرة القدم.إي يو (الإنجليزية)
- أموريخو فان أكسيل دونغين على موقع Soccerway.com (الإنجليزية)
- أموريخو فان أكسيل دونغين على موقع عالم كرة القدم.نت (الإنجليزية)